# L'amico del giaguaro (pel·lícula)
L'amico del giaguaro (it. L'amic del jaguar) és una pel·lícula italiana del gènere comèdia dirigida per Giuseppe Bennati el 1958. Fou protagonitzada per Walter Chiari, Isabelle Corey, Carlo Romano, Tony Ucci i Elke Sommer.

## Argument
Augusto és un jove milanès criat a un orfenat i enamorat de Marisa, però no troba feina i s'incorpora a una banda de lladres, dirigits per la bella Gianna, que roba a un industrial famós. Després de col·laborar amb la banda en tota una sèrie de robatoris que surten malament, acaba treballant com a representant de l'industrial a qui va intentar robar inicialment i es pot casar amb la seva xicota.

## Repartiment
- Walter Chiari - Augusto
- Gabriella Pallotta - Marisa
- Isabelle Corey - Gianna

## Observacions
La pel·lícula, rodada als interiors dels estudis Incom, es va registrar al P.R.C. del SIAE amb el n. 2053. Va recaptar 165.000.000 de lires. L'actriu Elke Sommer hi va fer el seu debut cinematogràfic. La seqüència de ventrilòquia, interpretada per l'actor francès Jean Mollier, on intenta estafar la venda del gos "parlant" a una víctima, interpretada per Alberto Talegalli, es reprendrà amb gran èxit per la parella formada per Raffaele Pisu i Gino Bramieri al programa de televisió homònim que fou estrenat tres anys més tard. La pel·lícula va ser llançada en DVD el 2007 per Cecchi Gori i va ser emesa diverses vegades als canals de la 
.